# Kodachi
Kodachi (小太刀? lett. "tachi (spada) piccola") è una spada giapponese che è troppo corta per essere considerata come una spada lunga, ma troppo lunga per essere un pugnale. Grazie alle sue dimensioni, può essere estratto e utilizzato molto rapidamente, così potrebbe essere utilizzato come una sorta di scudo in un combattimento corpo a corpo. Siccome questa spada è più corta di due shaku (circa 60 cm), essa non supera i limiti nella lunghezza delle lame che potevano possedere i non-samurai durante il Periodo Edo e poteva essere portata dai mercanti.

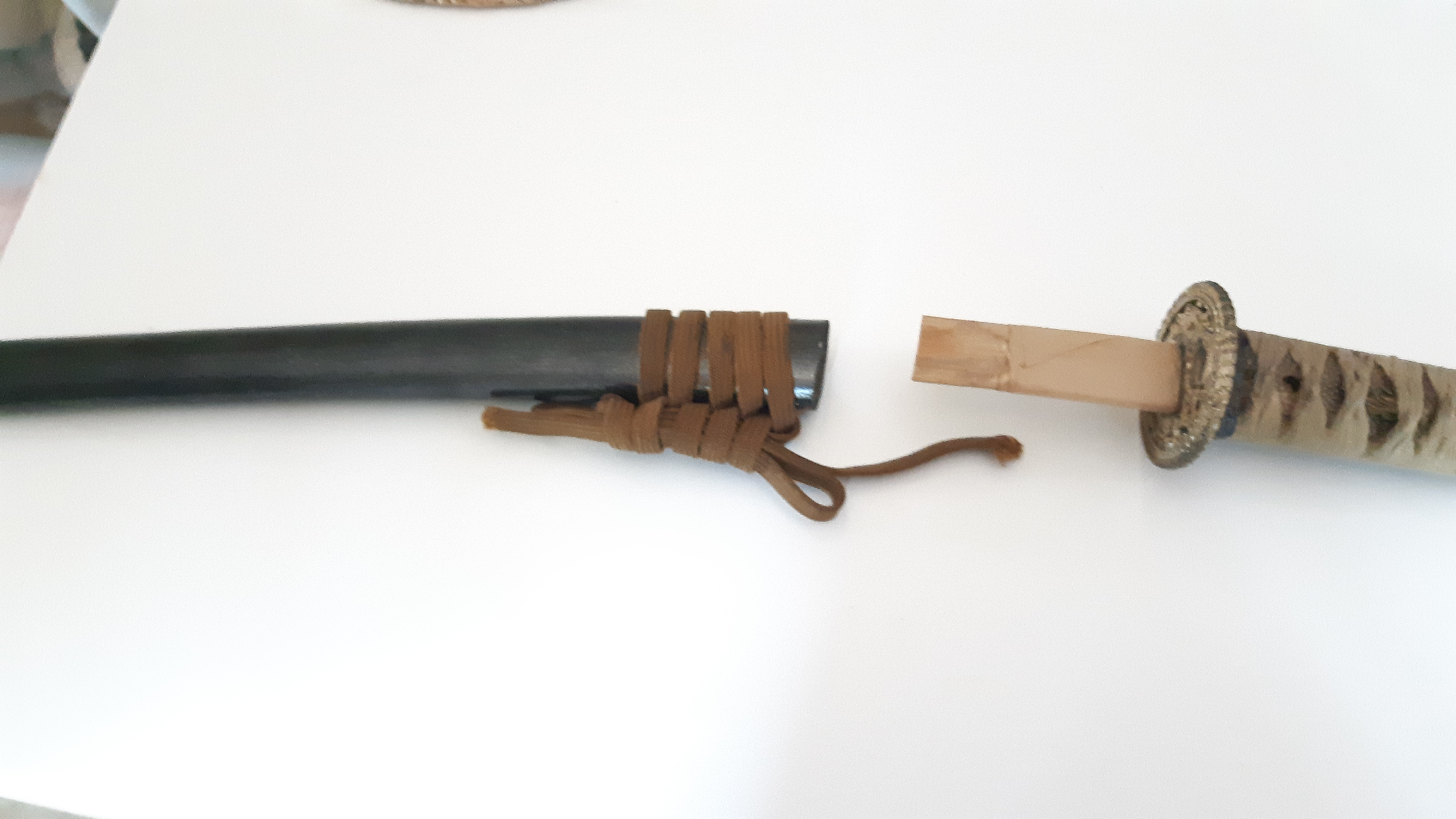
Kodachi (小太刀) della scuola Heiho Niten Ichi Ryu (Musashi).

La lunghezza del kodachi è simile a quella del wakizashi e, anche se le lame differiscono notevolmente in costruzione, il kodachi e il wakizashi sono abbastanza simili per dimensioni e la tecnica a tal punto che i due termini vengono talvolta utilizzati (erroneamente) in modo intercambiabile. Mentre la kodachi può avere varia lunghezza, il wakizashi viene forgiato per completare l'altezza di chi lo maneggia o la lunghezza della katana a cui viene associato, inoltre il kodachi è caratterizzato da una maggiore curvatura rispetto al wakizashi e di solito ha una lunga impugnatura.
Il prefisso "ko-" significa "piccolo" e può essere aggiunto a qualsiasi nome di tipo di spada per indicare che la sua lunghezza è inferiore al "normale". Alla stessa maniera, il prefisso "ō-" può significare "grande", ne consegue che la spada di tipo tachi opposta al kodachi in base alla lunghezza è l'ōdachi.